# Lasioglossum osiris
Lasioglossum osiris là một loài Hymenoptera trong họ Halictidae. Loài này được Ebmer mô tả khoa học năm 1986.